# 2005–2006-os magyar labdarúgókupa
A 2005–2006-os magyar labdarúgókupa a sorozat 67. kiírása volt. A döntőben az FC Fehérvár és a Vasas mérkőzött meg. A győzelmet a Fehérvár szerezte meg tizenegyesekkel.

## Első forduló
| 1. csapat               | Eredmény    | 2. csapat                          |
| ----------------------- | ----------- | ---------------------------------- |
| 2005. július 27.        |             |                                    |
| Dörögdi-Medence         | 1–4         | Celldömölki VSE                    |
| Tiszalök VSE            | 0–6         | Kazincbarcikai SC                  |
| 2005. július 30.        |             |                                    |
| Abaújszántó VSE         | 1–4 hu.     | Jászapáti VSE                      |
| Répcementi SE           | 0–2         | Tapolcai IAC-Honvéd                |
| Ságod LSC               | 2–3         | Nagyatád FC                        |
| 2005. július 31.        |             |                                    |
| Adonyi VSK              | 1–4         | Kaposvölgye VSC-Nagyberki          |
| Arnót SE                | 0–2         | Balkány SE                         |
| Balatonboglár BBSC      | 0–0 b.: 4-2 | Héviz FC                           |
| Battonyai TK            | 1–2         | Makó FC                            |
| Besenyszögi KSE         | 0–2         | Ceglédi VSE                        |
| Budatétényi SE          | 1–3         | Dunakeszi VSE                      |
| Dunaharaszti MTK        | 0–1         | BFC Siófok                         |
| Felsőcsatár KSK         | 1–4         | Jánossomorja SE                    |
| Felsőpakony SK          | 4–2         | ESMTK SE                           |
| Felsőtárkány            | 0–1         | Vecsés                             |
| Győri Dózsa             | 1–5         | Vasas SE Pápa                      |
| FK Hajdúnánás           | 1–2         | Bőcs                               |
| FSC Hegykő              | 0–2         | Szombathelyi Haladás               |
| Héhalom SE              | 1–6         | BKV Előre SC                       |
| Hévízgyörk SC           | 4–3 hu.     | Magyargéc SE                       |
| Izsáki Sárfehér SE      | 3–1         | Dunaszentgyörgy                    |
| Kalocsa                 | 1–4         | Bonyhád VSC                        |
| Kaposfő                 | 1–2         | Bóly                               |
| Kisbágyon               | 5–1         | III. Kerületi TUE                  |
| Komárom VSE             | 1–5         | Mosonmagyaróvári TE                |
| Kozármisleny            | 1–1 b.: 3-1 | Balatonlelle                       |
| Ladánybene FC           | 3–4         | Pénzügyőr SE                       |
| XI. Ker. Lágymányosi TC | 0–3         | Dorogi FC                          |
| Martfűi LSE             | 0–7         | Baktalórántháza VSE                |
| Méhkerék                | 1–5         | Kecskeméti TE                      |
| Ozora                   | 2–3         | Enying                             |
| Répcelak                | 1–2         | Gyirmót                            |
| Seregélyes              | 1–6         | Szentlőrinc SE                     |
| Somosi SE               | 0–2         | Gyöngyösi AK                       |
| Szatmárcseke SE         | 1–2         | Létavértes SC ’97                  |
| Székkutas               | 1–4         | Gyulai Termál FC                   |
| Tiszakanyár SE          | 3–1         | Putnok VSE                         |
| Töltéstava SE           | 2–4 hu.     | FC Ajka                            |
| Törökbálinti TC         | 1–0         | Felcsút SE                         |
| Újfehértó SE            | 0–2         | Szolnoki Spartacus-Rákóczifalva SE |
| Úrkút SE                | 1–0         | FC Keszthely                       |
| Harta SE                | jn          | Szentesi TE                        |

A Szentes visszalépett.

## Második forduló
| 1. csapat            | Eredmény    | 2. csapat                 |
| -------------------- | ----------- | ------------------------- |
| 2005. szeptember 6.  |             |                           |
| Dunakeszi VSE        | 1–2         | Vasas                     |
| 2005. szeptember 7.  |             |                           |
| Izsáki Sárfehér SE   | 1–4         | Makó FC                   |
| Harta SE             | 2–3 hu.     | Jászapáti VSE             |
| 2005. szeptember 8.  |             |                           |
| Tiszakanyár          | 1–3         | Kazincbarcikai SC         |
| 2005. szeptember 10. |             |                           |
| Bonyhád-Völgység     | 2–5 hu.     | Budapest Honvéd FC        |
| Ceglédi VSE          | 0–3         | MTK Budapest FC           |
| Dorogi FC            | 2–4         | Győri ETO FC              |
| Vasas SE Pápa        | 0–3         | Gyirmót SE                |
| Felsőpakony          | 3–1         | Kecskeméti TE             |
| Kisbányon            | 1–0         | Vecsés                    |
| Kozármisleny         | 2–3         | FC Fehérvár               |
| Nagyatádi FC         | 0–5         | Zalaegerszegi TE FC       |
| Pénzügyőr SE         | 0–3         | FC Tatabánya              |
| 2005. szeptember 11. |             |                           |
| Balatonboglár SC     | 1–2 hu.     | Celldömölki VSE           |
| Balkány              | 1–0         | Bőcs                      |
| Bóly                 | 0–4         | Kaposvári Rákóczi FC      |
| Enying               | 2–5         | Pécsi MFC                 |
| Gyöngyösi AK         | 1–5         | Diósgyőri VTK             |
| Gyulai Termál FC     | 2–8         | Nyíregyháza Spartacus FC  |
| Hévízgyörk           | 1–2         | FC Ajka                   |
| Jánossomorja         | 1–5         | Rákospalotai EAC          |
| Létavértes           | 2–2 b.: 1-4 | Baktalórántháza           |
| Szentlőrinc SE       | 1–0         | Kaposvölgye VSC-Nagyberki |
| Szolnoki Spartacus   | 0–7         | Újpest FC                 |
| Tapolcai IAC-Honvéd  | 0–1         | Mosonmagyaróvári TE 1904  |
| Törökbálinti TC      | 2–1         | BFC Siófok                |
| Úrkút                | 0–5         | Szombathelyi Haladás      |
| BKV Előre SC         | jn          |                           |

A Békéscsaba nem nevezett a kupára, így a BKV Előre mérkőzés nélkül jutott tovább.

## Harmadik forduló
| 1. csapat                | Eredmény    | 2. csapat              |
| ------------------------ | ----------- | ---------------------- |
| 2005. szeptember 20.     |             |                        |
| Baktalórántháza VSE      | 0–2         | FC Fehérvár            |
| 2005. szeptember 21.     |             |                        |
| FC Ajka                  | 1–2         | FC Sopron              |
| Balkány                  | 0–5         | Kaposvári Rákóczi FC   |
| Celldömölki VSE          | 0–3         | Lombard Pápa Termál FC |
| Felsőpakony              | 1–3         | Rákospalotai EAC       |
| Gyirmót SE               | 0–4         | FC Tatabánya           |
| Jászapáti VSE            | 1–3 hu.     | MTK Budapest FC        |
| Kazincbarcikai SC        | 1–2         | Vasas                  |
| Makó FC                  | 0–0 b.: 4-2 | Győri ETO FC           |
| Mosonmagyaróvári TE      | 2–3 hu.     | Budapest Honvéd FC     |
| Nyíregyháza Spartacus FC | 1–2         | BKV Előre SC           |
| Szentlőrinc SE           | 2–2 b.: 4-2 | Diósgyőri VTK          |
| Szombathelyi Haladás     | 2–2 b.: 2-4 | Pécsi MFC              |
| Törökbálinti TC          | 1–4         | Zalaegerszegi TE FC    |
| 2005. szeptember 27.     |             |                        |
| Kisbágyon                | 0–3         | Újpest FC              |
| Debreceni VSC            | jn.         |                        |

A Ferencvárosi TC-t kizárták a kupából, így a Debrecen játék nélkül jutott tovább.

## Nyolcaddöntő
| 1. csapat                                             | Össz. | 2. csapat              | 1. mérk. | 2. mérk. |
| ----------------------------------------------------- | ----- | ---------------------- | -------- | -------- |
| 2005. október 26., november 9., 12., 23., december 6. |       |                        |          |          |
| Szentlőrinc SE                                        | 1–2   | Pécsi MFC              | 0–2      | 1–0      |
| FC Tatabánya                                          | 1–4   | Debreceni VSC          | 0–2      | 1–2      |
| Újpest FC                                             | 9–1   | Makó FC                | 8–1      | 1–0      |
| Kaposvári Rákóczi FC                                  | 4–4   | Rákospalotai EAC       | 1–1      | 3–3      |
| Vasas                                                 | 5–4   | Lombard Pápa Termál FC | 3–3      | 2–1      |
| Zalaegerszegi TE FC                                   | 2–8   | FC Sopron              | 1–5      | 1–3      |
| Budapest Honvéd FC                                    | 5–2   | BKV Előre SC           | 2–1      | 3–1      |
| FC Fehérvár                                           | 3–2   | MTK Budapest FC        | 1–1      | 2–1      |

## Negyeddöntő
| 1. csapat                               | Össz. | 2. csapat          | 1. mérk. | 2. mérk. |
| --------------------------------------- | ----- | ------------------ | -------- | -------- |
| 2006. március 15., 22., 29., április 5. |       |                    |          |          |
| Pécsi MFC                               | 0–2   | Vasas              | 0–1      | 0–1      |
| Kaposvári Rákóczi FC                    | 2–5   | FC Fehérvár        | 1–2      | 1–3      |
| FC Sopron                               | 0–1   | Budapest Honvéd FC | 0–0      | 0–1      |
| Újpest FC                               | 0–3   | Debreceni VSC      | 0–1      | 0–2      |

## Elődöntő
| 1. csapat                            | Össz. | 2. csapat   | 1. mérk. | 2. mérk. |
| ------------------------------------ | ----- | ----------- | -------- | -------- |
| 2006. április 25., 26., május 2., 3. |       |             |          |          |
| Budapest Honvéd FC                   | 2–3   | Vasas       | 1–3      | 1–0      |
| Debreceni VSC                        | 2–3   | FC Fehérvár | 0–1      | 2–2      |

## Döntő
| 2006. május 17. 18:00 |

| Vasas                                            | 2–2 (h. u.)               | FC Fehérvár                                          |
| ------------------------------------------------ | ------------------------- | ---------------------------------------------------- |
| Waltner 25' Balog 84'                            | (1–0, 2–2, 2–2) Részletek | Sitku 46' Schwarcz 57'                               |
| Büntetőpárbaj                                    |                           |                                                      |
| Bárányos Csordás Gyánó Janjić Tóth Zováth Molnár | 5–6                       | Sitku Horváth F. Koller Dajić Csizmadia Kuttor Božić |

| Üllői úti stadion, Budapest Nézőszám: 5000 Játékvezető: Megyebíró János (magyar) |

Az FC Fehérvár MK-ban mérkőzésre nevezett játékosai: Daniel Tudor (5), Sebők Zsolt (5), Erdei Péter (0) – Aleksandr Alumona (6), Bartyik Norbert (3), Mario Božić (8), Csizmadia Csaba (9), Jusuf Dajić (3), Disztl Dávid (2), Dvéri Zsolt (4), Farkas Balázs (7), Fehér Zsolt (1), Györök Tamás (8), Horváth Ferenc (1), Horváth Gábor (6), Kocsis Gábor (3), Koller Ákos (8), Kuttor Attila (8) Lattenstein Norbert (7), Nagy Dániel (5), Schwarcz Zoltán (7), Simek Péter (2), Simon Attila (0), Sitku Illés (9), Vadász Viktor (0), Vince Zoltán (7)